# Joanni Perronet
Joanni Maurice Perronet (Parigi, 19 ottobre 1877 – Parigi, 1º aprile 1950) è stato uno schermidore e maestro di scherma francese.
Partecipò alle gare di scherma delle prime Olimpiadi moderne che si svolsero ad Atene nel 1896, nel fioretto maestri, vincendo la medaglia d'argento.